# Jamie Cerretani
James „Jamie“ Cerretani (* 2. Oktober 1981 in Reading, Massachusetts) ist ein ehemaliger US-amerikanischer Tennisspieler.

## Karriere
Der Linkshänder konnte in seiner Karriere auf der ATP World Tour vier Doppeltitel erringen und drei weitere Finale erreichen. Seine höchste Weltranglistenposition im Einzel erreichte er mit Platz 620 im Oktober 2006, im Doppel mit Rang 45 im Juli 2008.

## Erfolge
| Legende (Anzahl der Siege)                       |
| Grand Slam                                       |
| Tennis Masters Cup ATP World Tour Finals         |
| ATP Masters Series ATP World Tour Masters 1000   |
| ATP International Series Gold ATP World Tour 500 |
| ATP International Series ATP World Tour 250 (4)  |
| ATP Challenger Tour (22)                         |

| Titel nach Belag |
| Hartplatz (2)    |
| Sand (2)         |
| Rasen (0)        |
| Teppich (0)      |

### Doppel

#### Turniersiege

##### ATP World Tour
| Nr. | Datum            | Turnier          | Belag     | Partner        | Finalgegner                     | Ergebnis           |
| --- | ---------------- | ---------------- | --------- | -------------- | ------------------------------- | ------------------ |
| 1.  | 20. Juli 2008    | Kitzbühel        | Sand      | Victor Hănescu | Lucas Arnold Ker Olivier Rochus | 6:3, 7:5           |
| 2.  | 8. Februar 2009  | Johannesburg (1) | Hartplatz | Dick Norman    | Rik De Voest Ashley Fisher      | 6:77, 6:2, [14:12] |
| 3.  | 6. Februar 2011  | Johannesburg (2) | Hartplatz | Adil Shamasdin | Scott Lipsky Rajeev Ram         | 6:3, 3:6, [10:7]   |
| 4.  | 11. Februar 2017 | Quito            | Sand      | Philipp Oswald | Julio Peralta Horacio Zeballos  | 6:3, 2:1 Aufgabe   |

##### ATP Challenger Tour
| Nr. | Datum              | Turnier           | Belag         | Partner            | Finalgegner                            | Ergebnis          |
| --- | ------------------ | ----------------- | ------------- | ------------------ | -------------------------------------- | ----------------- |
| 1.  | 30. September 2007 | Orléans           | Hartplatz (i) | Frank Moser        | Tomasz Bednarek Michał Przysiężny      | 6:1, 7:62         |
| 2.  | 3. Februar 2008    | Breslau           | Hartplatz (i) | Lukáš Rosol        | Werner Eschauer Jürgen Melzer          | 6:77, 6:3, [10:7] |
| 3.  | 16. August 2009    | Cordenons         | Sand          | Travis Rettenmaier | Peter Luczak Alessandro Motti          | 4:6, 6:3, [11:9]  |
| 4.  | 16. Mai 2010       | Biella            | Sand          | Adil Shamasdin     | Dustin Brown Alessandro Motti          | 6:3, 2:6, [11:9]  |
| 5.  | 19. September 2010 | Banja Luka        | Sand          | David Škoch        | Adil Shamasdin Lovro Zovko             | 6:1, 6:4          |
| 6.  | 13. Februar 2011   | Quimper           | Hartplatz (i) | Adil Shamasdin     | Jamie Delgado Jonathan Marray          | 6:3, 5:7, [10:5]  |
| 7.  | 14. August 2011    | San Marino        | Sand          | Philipp Marx       | Daniele Bracciali Julian Knowle        | 6:3, 6:4          |
| 8.  | 18. März 2012      | Guadalajara       | Hartplatz     | Adil Shamasdin     | Tomasz Bednarek Olivier Charroin       | 7:65, 6:1         |
| 9.  | 4. November 2012   | Eckental          | Teppich (i)   | Adil Shamasdin     | Tomasz Bednarek Andreas Siljeström     | 6:3, 2:6, [10:4]  |
| 10. | 11. November 2012  | Loughborough      | Hartplatz (i) | Adil Shamasdin     | Purav Raja Divij Sharan                | 6:4, 7:5          |
| 11. | 6. Januar 2013     | São Paulo         | Hartplatz     | Adil Shamasdin     | Federico Delbonis Renzo Olivo          | 6:75, 6:1, [11:9] |
| 12. | 5. April 2015      | Le Gosier (1)     | Hartplatz     | Antal van der Duim | Wesley Koolhof Matwé Middelkoop        | 6:1, 6:3          |
| 13. | 20. Mai 2016       | Drummondville     | Hartplatz (i) | Max Schnur         | Daniel Evans Lloyd Glasspool           | 3:6, 6:3, [11:9]  |
| 14. | 10. April 2016     | Le Gosier (2)     | Hartplatz     | Antal van der Duim | Austin Krajicek Mitchell Krueger       | 6:2, 5:7, [10:8]  |
| 15. | 2. Juli 2016       | Marburg           | Sand          | Philipp Oswald     | Miguel Ángel Reyes Varela Max Schnur   | 6:3, 6:2          |
| 16. | 9. Juli 2016       | Braunschweig      | Sand          | Philipp Oswald     | Mateusz Kowalczyk Antonio Šančić       | 4:6, 7:65, [10:2] |
| 17. | 6. August 2016     | Cortina d’Ampezzo | Sand          | Philipp Oswald     | Roberto Carballés Baena Cristian Garín | 6:3, 6:2          |
| 18. | 17. Juni 2017      | Caltanissetta     | Sand          | Max Schnur         | Denys Moltschanow Franko Škugor        | 6:3, 3:6, [10:6]  |
| 19. | 20. August 2017    | Vancouver         | Hartplatz     | Neal Skupski       | Treat Huey Robert Lindstedt            | 7:66, 6:2         |
| 20. | 13. Januar 2018    | Bangkok           | Hartplatz     | Joe Salisbury      | Enrique López Pérez Pedro Martínez     | 6:75, 6:3, [10:8] |
| 21. | 27. Januar 2018    | Newport Beach     | Hartplatz     | Leander Paes       | Treat Huey Denis Kudla                 | 6:4, 7:5          |
| 22. | 27. Oktober 2019   | Hamburg           | Hartplatz (i) | Maxime Cressy      | John-Patrick Smith Ken Skupski         | 6:4, 6:4          |

#### Finalteilnahmen
| Nr. | Datum           | Turnier       | Belag     | Partner      | Finalgegner                      | Ergebnis  |
| --- | --------------- | ------------- | --------- | ------------ | -------------------------------- | --------- |
| 1.  | 19. Mai 2008    | Casablanca    | Sand      | Todd Perry   | Albert Montañés Santiago Ventura | 1:6, 2:6  |
| 2.  | 3. März 2018    | Dubai         | Hartplatz | Leander Paes | Jean-Julien Rojer Horia Tecău    | 6:72, 2:6 |
| 3.  | 24. August 2018 | Winston-Salem | Hartplatz | Leander Paes | Jean-Julien Rojer Horia Tecău    | 4:6, 2:6  |